# Saison 2021-2022 des Nuggets de Denver
La saison 2021-2022 des Nuggets de Denver est la 46e saison de la franchise en National Basketball Association (NBA) et la 55e saison de la franchise en comptant les années ABA.
Le 20 août 2021, la ligue annonce que la saison régulière démarre le 19 octobre 2021, avec un format typique de 82 matchs. 
La saison est marquée par l'absence de Jamal Murray, blessé pour l'entièreté de la saison, ainsi que la blessure de Michael Porter Jr. au bout de 9 matchs de saison régulière.
En l'absence des deux autres stars de l'équipe, Nikola Jokić va réaliser une grande saison statistique, lui permettant d'être sélectionné au NBA All-Star Game, et de décrocher son deuxième titre consécutif de NBA Most Valuable Player à l'issue de la saison régulière.
La franchise des Nuggets termine à la 2e place de sa division et accroche la 6e place de la conférence Ouest, les qualifiant directement pour les playoffs, sans passer par le play-in tournament. Au premier tour, ils s'inclinent face aux futurs champions NBA, les Warriors de Golden State, en cinq matchs.

## Draft
| Tour | Choix | Joueur          | Poste | Nationalité | Provenance  |
| ---- | ----- | --------------- | ----- | ----------- | ----------- |
| 1    | 26    | Nah'Shon Hyland | SG/PG | États-Unis  | Rams de VCU |

## Matchs

### Summer League
| Summer League Total: 2-3 |

| Match | Date match | Équipe    | Score        | Meilleur marqueur    | Meilleur rebondeur   | Meilleur passeur    | Lieux                | Série |
| ----- | ---------- | --------- | ------------ | -------------------- | -------------------- | ------------------- | -------------------- | ----- |
| 1     | 8 août     | Miami     | D 77-97      | Bol Bol (21)         | Daniel Hamilton (11) | Caleb Agada (5)     | Cox Pavilion         | 0 - 1 |
| 2     | 10 août    | Boston    | D 82-107     | Bol Bol (26)         | Bol Bol (9)          | Nah'Shon Hyland (7) | Thomas & Mack Center | 0 - 2 |
| 3     | 12 août    | Phoenix   | D 84-90      | Bol Bol (18)         | Zeke Nnaji (9)       | Josh Gray (7)       | Thomas & Mack Center | 0 - 3 |
| 4     | 14 août    | Dallas    | V 89-85 (OT) | Nah'Shon Hyland (28) | Zylan Cheatham (18)  | Deonte Burton (6)   | Cox Pavilion         | 1 - 3 |
| 5     | 16 août    | Milwaukee | V 94-87      | Nah'Shon Hyland (20) | Cheatham, Nnaji (5)  | Nah'Shon Hyland (5) | Thomas & Mack Center | 2 - 3 |

### Pré-saison
| Pré-saison Total: 1-4 (Domicile : 0-1; Extérieur : 1-3) |

| Match | Date match | Équipe          | Score          | Meilleur marqueur       | Meilleur rebondeur | Meilleur passeur    | Lieux Spectateurs    | Série |
| ----- | ---------- | --------------- | -------------- | ----------------------- | ------------------ | ------------------- | -------------------- | ----- |
| 1     | 4 octobre  | @ L.A. Clippers | D 102-103      | Michael Porter Jr. (23) | JaMychal Green (8) | Monté Morris (6)    | Staples Center 7 825 | 0 - 1 |
| 2     | 6 octobre  | @ Golden State  | D 116-118      | Nikola Jokić (17)       | Nikola Jokić (10)  | Nah'Shon Hyland (6) | Chase Center 16 923  | 0 - 2 |
| 3     | 8 octobre  | Minnesota       | D 112-114 (OT) | Nah'Shon Hyland (21)    | Nikola Jokić (9)   | Nikola Jokić (10)   | Ball Arena 11 927    | 0 - 3 |
| 4     | 13 octobre | @ Oklahoma City | D 99-108       | Nikola Jokić (22)       | Nikola Jokić (12)  | Campazzo, Jokić (5) | Paycom Center 0      | 0 - 4 |
| 5     | 14 octobre | @ Oklahoma City | V 113-107      | Markus Howard (31)      | Bol Bol (12)       | Nah'Shon Hyland (7) | Paycom Center 0      | 1 - 4 |

### Saison régulière
| Saison régulière Total: 48-34 (Domicile : 22-18; Extérieur : 26-16) |

| Match | Date match | Équipe      | Score     | Meilleur marqueur | Meilleur rebondeur     | Meilleur passeur       | Lieux Spectateurs              | Série |
| ----- | ---------- | ----------- | --------- | ----------------- | ---------------------- | ---------------------- | ------------------------------ | ----- |
| 1     | 20 octobre | @ Phoenix   | V 110-98  | Nikola Jokić (27) | Nikola Jokić (13)      | Barton, Porter Jr. (5) | Footprint Center 16 074        | 1 - 0 |
| 2     | 22 octobre | San Antonio | V 102-96  | Nikola Jokić (32) | Nikola Jokić (16)      | Nikola Jokić (7)       | Ball Arena 19 520              | 2 - 0 |
| 3     | 25 octobre | Cleveland   | D 87-99   | Nikola Jokić (24) | Nikola Jokić (19)      | Monté Morris (6)       | Ball Arena 14 221              | 2 - 1 |
| 4     | 26 octobre | @ Utah      | D 110-122 | Nikola Jokić (24) | Michael Porter Jr. (9) | Nikola Jokić (6)       | Vivint Smart Home Arena 18 306 | 2 - 2 |
| 5     | 29 octobre | Dallas      | V 106-75  | Will Barton (17)  | Nikola Jokić (16)      | Nikola Jokić (8)       | Ball Arena 18 315              | 3 - 2 |
| 6     | 30 octobre | @ Minnesota | V 93-91   | Nikola Jokić (26) | Nikola Jokić (19)      | Nikola Jokić (7)       | Target Center 17 136           | 4 - 2 |

| Match | Date match   | Équipe       | Score     | Meilleur marqueur  | Meilleur rebondeur     | Meilleur passeur   | Lieux Spectateurs               | Série   |
| ----- | ------------ | ------------ | --------- | ------------------ | ---------------------- | ------------------ | ------------------------------- | ------- |
| 7     | 1er novembre | @ Memphis    | D 97-106  | Nikola Jokić (23)  | Aaron Gordon (10)      | Nikola Jokić (7)   | FedExForum 12 683               | 4 - 3   |
| 8     | 3 novembre   | @ Memphis    | D 106-108 | Nikola Jokić (34)  | Jokić, Porter Jr. (11) | Will Barton (7)    | FedExForum 12 977               | 4 - 4   |
| 9     | 6 novembre   | Houston      | V 95-94   | Nikola Jokić (28)  | Nikola Jokić (14)      | Will Barton (6)    | Ball Arena 16 046               | 5 - 4   |
| 10    | 8 novembre   | Miami        | V 113-96  | Barton, Jokić (25) | Nikola Jokić (15)      | Nikola Jokić (10)  | Ball Arena 15 577               | 6 - 4   |
| 11    | 10 novembre  | Indiana      | V 101-98  | Will Barton (30)   | Aaron Gordon (9)       | Hyland, Morris (4) | Ball Arena 15 232               | 7 - 4   |
| 12    | 12 novembre  | Atlanta      | V 105-96  | Aaron Gordon (23)  | Nikola Jokić (19)      | Nikola Jokić (10)  | Ball Arena 16 849               | 8 - 4   |
| 13    | 14 novembre  | Portland     | V 124-95  | Nikola Jokić (28)  | Zeke Nnaji (10)        | Nikola Jokić (9)   | Ball Arena 14 583               | 9 - 4   |
| 14    | 15 novembre  | @ Dallas     | D 101-111 | Nikola Jokić (35)  | Nikola Jokić (16)      | Monté Morris (8)   | American Airlines Center 19 797 | 9 - 5   |
| 15    | 18 novembre  | Philadelphie | D 89-103  | Nikola Jokić (30)  | Nikola Jokić (10)      | Will Barton (8)    | Ball Arena 14 547               | 9 - 6   |
| 16    | 19 novembre  | Chicago      | D 108-114 | Aaron Gordon (28)  | P. J. Dozier (10)      | Monté Morris (5)   | Ball Arena 19 520               | 9 - 7   |
| 17    | 21 novembre  | @ Phoenix    | D 97-126  | Jeff Green (19)    | Aaron Gordon (10)      | Gordon, Green (4)  | Footprint Center 16 072         | 9 - 8   |
| 18    | 23 novembre  | @ Portland   | D 100-119 | Jeff Green (24)    | Will Barton (8)        | Will Barton (7)    | Moda Center 17 052              | 9 - 9   |
| 19    | 26 novembre  | Milwaukee    | D 109-120 | Aaron Gordon (18)  | Barton, Gordon (9)     | Monté Morris (8)   | Ball Arena 19 520               | 9 - 10  |
| 20    | 29 novembre  | @ Miami      | V 120-111 | Nikola Jokić (24)  | Nikola Jokić (15)      | Nikola Jokić (7)   | FTX Arena 19 600                | 10 - 10 |

| Match | Date match   | Équipe                | Score          | Meilleur marqueur    | Meilleur rebondeur | Meilleur passeur     | Lieux Spectateurs            | Série   |
| ----- | ------------ | --------------------- | -------------- | -------------------- | ------------------ | -------------------- | ---------------------------- | ------- |
| 21    | 1er décembre | @ Orlando             | D 103-108      | Monté Morris (22)    | Nikola Jokić (15)  | Nikola Jokić (7)     | Amway Center 14 191          | 10 - 11 |
| 22    | 4 décembre   | @ New York            | V 113-99       | Nikola Jokić (32)    | Nikola Jokić (11)  | Will Barton (6)      | Madison Square Garden 18 272 | 11 - 11 |
| 23    | 6 décembre   | @ Chicago             | D 97-109       | Will Barton (19)     | Jeff Green (13)    | Nikola Jokić (15)    | United Center 21 236         | 11 - 12 |
| 24    | 8 décembre   | @ La Nouvelle-Orléans | V 120-114 (OT) | Nikola Jokić (39)    | Nikola Jokić (11)  | Nikola Jokić (11)    | Smoothie King Center 15 035  | 12 - 12 |
| 25    | 9 décembre   | @ San Antonio         | D 111-123      | Aaron Gordon (25)    | Nikola Jokić (13)  | Nikola Jokić (10)    | AT&T Center 12 855           | 12 - 13 |
| 26    | 11 décembre  | @ San Antonio         | V 127-112      | Nikola Jokić (35)    | Nikola Jokić (17)  | Campazzo, Jokić (8)  | AT&T Center 14 607           | 13 - 13 |
| 27    | 13 décembre  | Washington            | V 113-107      | Nikola Jokić (28)    | Nikola Jokić (19)  | Nikola Jokić (9)     | Ball Arena 14 632            | 14 - 13 |
| 28    | 15 décembre  | Minnesota             | D 107-124      | Nikola Jokić (27)    | Nikola Jokić (10)  | Nikola Jokić (11)    | Ball Arena 15 365            | 14 - 14 |
| 29    | 17 décembre  | @ Atlanta             | V 133-115      | Nah'Shon Hyland (24) | Nikola Jokić (10)  | Facundo Campazzo (8) | State Farm Arena 16 114      | 15 - 14 |
| -     | 19 décembre  | @ Brooklyn            | Reporté        | Reporté              | Reporté            | Reporté              | Barclays Center              | -       |
| 30    | 22 décembre  | @ Oklahoma City       | D 94-108       | Nikola Jokić (13)    | Green, Jokić (7)   | Facundo Campazzo (6) | Paycom Center 14 932         | 15 - 15 |
| 31    | 23 décembre  | Charlotte             | D 107-115      | Nikola Jokić (29)    | Nikola Jokić (21)  | Campazzo, Jokić (5)  | Ball Arena 17 003            | 15 - 16 |
| 32    | 26 décembre  | @ L.A. Clippers       | V 103-100      | Nikola Jokić (26)    | Nikola Jokić (22)  | Nikola Jokić (8)     | Crypto.com Arena 17 759      | 16 - 16 |
| 33    | 28 décembre  | @ Golden State        | V 89-86        | Nikola Jokić (22)    | Nikola Jokić (18)  | Facundo Campazzo (7) | Chase Center 18 064          | 17 - 16 |
| -     | 30 décembre  | Golden State          | Reporté        | Reporté              | Reporté            | Reporté              | Ball Arena                   | -       |

| Match | Date match  | Équipe                | Score          | Meilleur marqueur    | Meilleur rebondeur | Meilleur passeur      | Lieux Spectateurs               | Série   |
| ----- | ----------- | --------------------- | -------------- | -------------------- | ------------------ | --------------------- | ------------------------------- | ------- |
| 34    | 1er janvier | @ Houston             | V 124-111      | Nikola Jokić (24)    | Nikola Jokić (11)  | Facundo Campazzo (12) | Toyota Center 18 055            | 18 - 16 |
| 35    | 3 janvier   | @ Dallas              | D 89-103       | Nikola Jokić (27)    | Nikola Jokić (16)  | Will Barton (6)       | American Airlines Center 19 767 | 18 - 17 |
| 36    | 5 janvier   | Utah                  | D 109-115      | Nikola Jokić (26)    | Nikola Jokić (21)  | Nikola Jokić (11)     | Ball Arena 14 056               | 18 - 18 |
| 37    | 7 janvier   | Sacramento            | V 121-111      | Nikola Jokić (33)    | Nikola Jokić (10)  | Campazzo, Jokić (7)   | Ball Arena 15 966               | 19 - 18 |
| 38    | 9 janvier   | @ Oklahoma City       | V 99-95        | Nikola Jokić (22)    | Nikola Jokić (18)  | Facundo Campazzo (8)  | Paycom Center 14 772            | 20 - 18 |
| 39    | 11 janvier  | @ L.A. Clippers       | D 85-87        | Aaron Gordon (30)    | Nikola Jokić (13)  | Nikola Jokić (8)      | Crypto.com Arena 15 077         | 20 - 19 |
| 40    | 13 janvier  | Portland              | V 140-108      | Will Barton (21)     | Zeke Nnaji (9)     | Facundo Campazzo (12) | Ball Arena 14 962               | 21 - 19 |
| 41    | 15 janvier  | L.A. Lakers           | V 133-96       | Nah'Shon Hyland (27) | Nikola Jokić (12)  | Nikola Jokić (13)     | Ball Arena 19 520               | 22 - 19 |
| 42    | 16 janvier  | Utah                  | D 102-125      | Nikola Jokić (25)    | Nikola Jokić (15)  | Nikola Jokić (14)     | Ball Arena 15 647               | 22 - 20 |
| 43    | 19 janvier  | L.A. Clippers         | V 130-128 (OT) | Nikola Jokić (49)    | Nikola Jokić (14)  | Nikola Jokić (10)     | Ball Arena 14 546               | 23 - 20 |
| 44    | 21 janvier  | Memphis               | D 118-122      | Will Barton (27)     | Nikola Jokić (11)  | Nikola Jokić (12)     | Ball Arena 17 009               | 23 - 21 |
| 45    | 23 janvier  | Détroit               | V 117-111      | Nikola Jokić (34)    | Nikola Jokić (9)   | Nikola Jokić (8)      | Ball Arena 14 060               | 24 - 21 |
| 46    | 25 janvier  | @ Détroit             | V 110-105      | Nikola Jokić (28)    | Nikola Jokić (21)  | Nikola Jokić (9)      | Little Caesars Arena 16 023     | 25 - 21 |
| 47    | 26 janvier  | @ Brooklyn            | V 124-118      | Nikola Jokić (26)    | Barton, Jokić (10) | Nikola Jokić (8)      | Barclays Center 18 011          | 26 - 21 |
| 48    | 28 janvier  | @ La Nouvelle-Orléans | V 116-105      | Nikola Jokić (29)    | Nikola Jokić (13)  | Nikola Jokić (10)     | Smoothie King Center 15 254     | 27 - 21 |
| 49    | 30 janvier  | @ Milwaukee           | V 136-100      | Aaron Gordon (24)    | Nikola Jokić (9)   | Nikola Jokić (15)     | Fiserv Forum 17 341             | 28 - 21 |

| Match                  | Date match  | Équipe              | Score     | Meilleur marqueur    | Meilleur rebondeur | Meilleur passeur    | Lieux Spectateurs              | Série   |
| ---------------------- | ----------- | ------------------- | --------- | -------------------- | ------------------ | ------------------- | ------------------------------ | ------- |
| 50                     | 1er février | @ Minnesota         | D 115-130 | Nikola Jokić (21)    | Nikola Jokić (16)  | Nikola Jokić (8)    | Target Center 15 839           | 28 - 22 |
| 51                     | 2 février   | @ Utah              | D 104-108 | Bryn Forbes (21)     | Will Barton (9)    | Nah'Shon Hyland (7) | Vivint Smart Home Arena 18 306 | 28 - 23 |
| 52                     | 4 février   | La Nouvelle-Orléans | D 105-113 | Nikola Jokić (25)    | Nikola Jokić (12)  | Nikola Jokić (9)    | Ball Arena 16 152              | 28 - 24 |
| 53                     | 6 février   | Brooklyn            | V 124-104 | Nikola Jokić (27)    | Nikola Jokić (12)  | Nikola Jokić (10)   | Ball Arena 18 241              | 29 - 24 |
| 54                     | 8 février   | New York            | V 132-115 | Nah'Shon Hyland (22) | Nikola Jokić (11)  | Nikola Jokić (7)    | Ball Arena 15 093              | 30 - 24 |
| 55                     | 11 février  | @ Boston            | D 102-108 | Nikola Jokić (23)    | Nikola Jokić (16)  | Nikola Jokić (11)   | TD Garden 19 156               | 30 - 25 |
| 56                     | 12 février  | @ Toronto           | V 110-109 | Nikola Jokić (28)    | Nikola Jokić (15)  | Nikola Jokić (6)    | Scotiabank Arena 0             | 31 - 25 |
| 57                     | 14 février  | Orlando             | V 121-111 | Nikola Jokić (26)    | Nikola Jokić (15)  | Nikola Jokić (7)    | Ball Arena 15 025              | 32 - 25 |
| 58                     | 16 février  | @ Golden State      | V 117-116 | Nikola Jokić (35)    | Nikola Jokić (17)  | Nikola Jokić (8)    | Chase Center 18 064            | 33 - 25 |
| NBA All-Star Game 2022 |             |                     |           |                      |                    |                     |                                |         |
| 59                     | 24 février  | @ Sacramento        | V 128-110 | Will Barton (31)     | Nikola Jokić (12)  | Nikola Jokić (9)    | Golden 1 Center 15 855         | 34 - 25 |
| 60                     | 26 février  | Sacramento          | V 115-110 | Aaron Gordon (23)    | Nikola Jokić (10)  | Nikola Jokić (11)   | Ball Arena 19 520              | 35 - 25 |
| 61                     | 27 février  | @ Portland          | V 124-92  | JaMychal Green (20)  | Nikola Jokić (18)  | Nikola Jokić (11)   | Moda Center 17 771             | 36 - 25 |

| Match | Date match | Équipe              | Score          | Meilleur marqueur     | Meilleur rebondeur | Meilleur passeur    | Lieux Spectateurs                 | Série   |
| ----- | ---------- | ------------------- | -------------- | --------------------- | ------------------ | ------------------- | --------------------------------- | ------- |
| 62    | 2 mars     | Oklahoma City       | D 107-119      | Nikola Jokić (22)     | Nikola Jokić (16)  | Will Barton (5)     | Ball Arena 15 167                 | 36 - 26 |
| 63    | 4 mars     | Houston             | V 116-101      | DeMarcus Cousins (31) | Cousins, Green (9) | Nah'Shon Hyland (5) | Ball Arena 16 254                 | 37 - 26 |
| 64    | 6 mars     | La Nouvelle-Orléans | V 138-130 (OT) | Nikola Jokić (46)     | Nikola Jokić (12)  | Nikola Jokić (11)   | Ball Arena 14 962                 | 38 - 26 |
| 65    | 7 mars     | Golden State        | V 131-124      | Nikola Jokić (32)     | Nikola Jokić (15)  | Nikola Jokić (13)   | Ball Arena 19 542                 | 39 - 26 |
| 66    | 9 mars     | @ Sacramento        | V 106-100      | Nikola Jokić (38)     | Nikola Jokić (18)  | Nikola Jokić (7)    | Golden 1 Center 14 697            | 40 - 26 |
| 67    | 10 mars    | Golden State        | D 102-113      | Nikola Jokić (23)     | Nikola Jokić (12)  | Nikola Jokić (9)    | Ball Arena 19 520                 | 40 - 27 |
| 68    | 12 mars    | Toronto             | D 115-127      | Nikola Jokić (26)     | Nikola Jokić (10)  | Hyland, Jokić (7)   | Ball Arena 18 659                 | 40 - 28 |
| 69    | 14 mars    | @ Philadelphie      | V 114-110      | Nikola Jokić (22)     | Nikola Jokić (13)  | Nikola Jokić (8)    | Wells Fargo Center 21 444         | 41 - 28 |
| 70    | 16 mars    | @ Washington        | V 127-109      | Nikola Jokić (29)     | Nikola Jokić (13)  | Nikola Jokić (8)    | Capital One Arena 15 326          | 42 - 28 |
| 71    | 18 mars    | @ Cleveland         | D 116-119 (OT) | Nikola Jokić (32)     | Nikola Jokić (10)  | Nikola Jokić (8)    | Rocket Mortgage FieldHouse 19 432 | 42 - 29 |
| 72    | 20 mars    | Boston              | D 104-124      | Nikola Jokić (23)     | Nikola Jokić (8)   | Quatre joueurs (4)  | Ball Arena 19 602                 | 42 - 30 |
| 73    | 22 mars    | L.A. Clippers       | V 127-115      | Nikola Jokić (30)     | Nikola Jokić (14)  | Gordon, Jokić (6)   | Ball Arena 16 089                 | 43 - 30 |
| 74    | 24 mars    | Phoenix             | D 130-140      | Nikola Jokić (28)     | Gordon, Jokić (6)  | Will Barton (8)     | Ball Arena 19 520                 | 43 - 31 |
| 75    | 26 mars    | Oklahoma City       | V 113-107      | Nikola Jokić (35)     | Nikola Jokić (12)  | Nikola Jokić (8)    | Ball Arena 19 520                 | 44 - 31 |
| 76    | 28 mars    | @ Charlotte         | V 113-109      | Nikola Jokić (26)     | Nikola Jokić (19)  | Nikola Jokić (11)   | Spectrum Center 17 614            | 45 - 31 |
| 77    | 30 mars    | @ Indiana           | V 125-118      | Nikola Jokić (37)     | Nikola Jokić (13)  | Nikola Jokić (9)    | Gainbridge Fieldhouse 15 036      | 46 - 31 |

| Match | Date match | Équipe        | Score          | Meilleur marqueur  | Meilleur rebondeur | Meilleur passeur    | Lieux Spectateurs       | Série   |
| ----- | ---------- | ------------- | -------------- | ------------------ | ------------------ | ------------------- | ----------------------- | ------- |
| 78    | 1er avril  | Minnesota     | D 130-136      | Nikola Jokić (38)  | Nikola Jokić (19)  | Nikola Jokić (8)    | Ball Arena 19 612       | 46 - 32 |
| 79    | 3 avril    | @ L.A. Lakers | V 129-118      | Nikola Jokić (38)  | Nikola Jokić (18)  | Monté Morris (10)   | Crypto.com Arena 18 997 | 47 - 32 |
| 80    | 5 avril    | San Antonio   | D 97-116       | Nikola Jokić (41)  | Nikola Jokić (17)  | Will Barton (6)     | Ball Arena 17 037       | 47 - 33 |
| 81    | 7 avril    | Memphis       | V 122-109      | Nikola Jokić (35)  | Nikola Jokić (16)  | Nah'Shon Hyland (7) | Ball Arena 19 520       | 48 - 33 |
| 82    | 10 avril   | L.A. Lakers   | D 141-146 (OT) | Markus Howard (25) | Cousins, Green (9) | Nah'Shon Hyland (6) | Ball Arena 19 520       | 48 - 34 |

### Playoffs
| Playoffs Total: 1-4 (Domicile : 1-1; Extérieur : 0-3) |

| Match | Date match | Équipe         | Score     | Meilleur marqueur | Meilleur rebondeur | Meilleur passeur    | Lieux Spectateurs   | Série |
| ----- | ---------- | -------------- | --------- | ----------------- | ------------------ | ------------------- | ------------------- | ----- |
| 1     | 16 avril   | @ Golden State | D 107-123 | Nikola Jokić (25) | Nikola Jokić (10)  | Jokić, Morris (6)   | Chase Center 18 064 | 0 - 1 |
| 2     | 18 avril   | @ Golden State | D 106-126 | Nikola Jokić (26) | Nikola Jokić (11)  | Nikola Jokić (4)    | Chase Center 18 064 | 0 - 2 |
| 3     | 21 avril   | Golden State   | D 113-118 | Nikola Jokić (37) | Nikola Jokić (18)  | Monté Morris (6)    | Ball Arena 19 627   | 0 - 3 |
| 4     | 24 avril   | Golden State   | V 126-121 | Nikola Jokić (37) | Nikola Jokić (8)   | Nah'Shon Hyland (7) | Ball Arena 19 628   | 1 - 3 |
| 5     | 27 avril   | @ Golden State | D 98-102  | Nikola Jokić (30) | Nikola Jokić (19)  | Nikola Jokić (8)    | Chase Center 18 064 | 1 - 4 |

### Confrontations en saison régulière
| Conférence Est      | Conférence Est                              | Conférence Est                              | Conférence Ouest                            | Conférence Ouest                            | Conférence Ouest                            | Conférence Ouest                            | Conférence Ouest                            |
| Division Atlantique | Division Atlantique                         | Division Atlantique                         | Division Nord-Ouest                         | Division Nord-Ouest                         | Division Nord-Ouest                         | Division Nord-Ouest                         | Division Nord-Ouest                         |
| Équipe              | Domicile                                    | Extérieur                                   | Équipe                                      | Domicile                                    | Domicile                                    | Extérieur                                   | Extérieur                                   |
| ------------------- | ------------------------------------------- | ------------------------------------------- | ------------------------------------------- | ------------------------------------------- | ------------------------------------------- | ------------------------------------------- | ------------------------------------------- |
| Boston              | 104-124                                     | 102-108                                     |                                             |                                             |                                             |                                             |                                             |
| Brooklyn            | 124-104                                     | 124-118                                     | Minnesota                                   | 107-124                                     | 130-136                                     | 93-91                                       | 115-130                                     |
| New York            | 132-115                                     | 113-99                                      | Oklahoma City                               | 107-119                                     | 113-107                                     | 94-108                                      | 99-95                                       |
| Philadelphie        | 89-103                                      | 114-110                                     | Portland                                    | 124-95                                      | 140-108                                     | 100-119                                     | 124-92                                      |
| Toronto             | 115-127                                     | 110-109                                     | Utah                                        | 109-115                                     | 102-125                                     | 110-122                                     | 104-108                                     |
|                     | 2-3                                         | 4-1                                         |                                             | 3-5                                         | 3-5                                         | 3-5                                         | 3-5                                         |
| Division            | 6-4                                         | 6-4                                         | Division                                    | 6-10                                        | 6-10                                        | 6-10                                        | 6-10                                        |
| Division Centrale   | Division Centrale                           | Division Centrale                           | Division Pacifique                          | Division Pacifique                          | Division Pacifique                          | Division Pacifique                          | Division Pacifique                          |
| Équipe              | Domicile                                    | Extérieur                                   | Équipe                                      | Domicile                                    | Domicile                                    | Extérieur                                   | Extérieur                                   |
| Chicago             | 108-114                                     | 97-109                                      | Golden State                                | 131-124                                     | 102-113                                     | 89-86                                       | 117-116                                     |
| Cleveland           | 87-99                                       | 116-119 (OT)                                | L.A. Clippers                               | 130-128 (OT)                                | 127-115                                     | 103-100                                     | 85-87                                       |
| Detroit             | 117-111                                     | 110-105                                     | L.A. Lakers                                 | 133-96                                      | 141-146 (OT)                                | 129-118                                     |                                             |
| Indiana             | 101-98                                      | 125-118                                     | Phoenix                                     | 130-140                                     |                                             | 110-98                                      | 97-126                                      |
| Milwaukee           | 109-120                                     | 136-100                                     | Sacramento                                  | 121-111                                     | 115-110                                     | 128-110                                     | 106-100                                     |
|                     | 2-3                                         | 3-2                                         |                                             | 6-3                                         | 6-3                                         | 7-2                                         | 7-2                                         |
| Division            | 5-5                                         | 5-5                                         | Division                                    | 13-5                                        | 13-5                                        | 13-5                                        | 13-5                                        |
| Division Sud-Est    | Division Sud-Est                            | Division Sud-Est                            | Division Sud-Ouest                          | Division Sud-Ouest                          | Division Sud-Ouest                          | Division Sud-Ouest                          | Division Sud-Ouest                          |
| Équipe              | Domicile                                    | Extérieur                                   | Équipe                                      | Domicile                                    | Domicile                                    | Extérieur                                   | Extérieur                                   |
| Atlanta             | 105-96                                      | 133-115                                     | Dallas                                      | 106-75                                      |                                             | 101-111                                     | 89-103                                      |
| Charlotte           | 107-115                                     | 113-109                                     | Houston                                     | 95-94                                       | 116-101                                     | 124-111                                     |                                             |
| Miami               | 113-96                                      | 120-111                                     | Memphis                                     | 118-122                                     | 122-109                                     | 97-106                                      | 106-108                                     |
| Orlando             | 121-111                                     | 103-108                                     | New Orleans                                 | 105-113                                     | 138-130 (OT)                                | 120-114 (OT)                                | 116-105                                     |
| Washington          | 113-107                                     | 127-109                                     | San Antonio                                 | 102-96                                      | 97-116                                      | 111-123                                     | 127-112                                     |
|                     | 4-1                                         | 4-1                                         |                                             | 6-3                                         | 6-3                                         | 4-5                                         | 4-5                                         |
| Division            | 8-2                                         | 8-2                                         | Division                                    | 10-8                                        | 10-8                                        | 10-8                                        | 10-8                                        |
| Conférence          | 19-11 (Domicile : 8-7; Extérieur : 11-4)    | 19-11 (Domicile : 8-7; Extérieur : 11-4)    | Conférence                                  | 29-23 (Domicile : 14-11; Extérieur : 15-12) | 29-23 (Domicile : 14-11; Extérieur : 15-12) | 29-23 (Domicile : 14-11; Extérieur : 15-12) | 29-23 (Domicile : 14-11; Extérieur : 15-12) |
| Total               | 48-34 (Domicile : 22-18; Extérieur : 26-16) | 48-34 (Domicile : 22-18; Extérieur : 26-16) | 48-34 (Domicile : 22-18; Extérieur : 26-16) | 48-34 (Domicile : 22-18; Extérieur : 26-16) | 48-34 (Domicile : 22-18; Extérieur : 26-16) | 48-34 (Domicile : 22-18; Extérieur : 26-16) | 48-34 (Domicile : 22-18; Extérieur : 26-16) |

## Classements
| Conférence Ouest | Conférence Ouest                    | Conférence Ouest | Conférence Ouest | Conférence Ouest | Conférence Ouest | Conférence Ouest | Conférence Ouest |
| No               | Franchise                           | Vic.             | Def.             | MJ               | V/D              | GB               |                  |
| ---------------- | ----------------------------------- | ---------------- | ---------------- | ---------------- | ---------------- | ---------------- | ---------------- |
| 1                | z - Suns de Phoenix                 | 64               | 18               | 82               | .780             | –                |                  |
| 2                | y - Grizzlies de Memphis            | 56               | 26               | 82               | .683             | 8                |                  |
| 3                | x - Warriors de Golden State        | 53               | 29               | 82               | .646             | 11               |                  |
| 4                | x - Mavericks de Dallas             | 52               | 30               | 82               | .634             | 12               |                  |
| 5                | y - Jazz de l'Utah                  | 49               | 33               | 82               | .598             | 15               |                  |
| 6                | x - Nuggets de Denver               | 48               | 34               | 82               | .585             | 16               |                  |
|                  |                                     |                  |                  |                  |                  |                  |                  |
| 7                | x - Timberwolves du Minnesota       | 46               | 36               | 82               | .561             | 18               |                  |
| 8                | pi - Clippers de Los Angeles        | 42               | 40               | 82               | .512             | 22               |                  |
| 9                | x - Pelicans de La Nouvelle-Orléans | 36               | 46               | 82               | .439             | 28               |                  |
| 10               | pi - Spurs de San Antonio           | 34               | 48               | 82               | .415             | 30               |                  |
|                  |                                     |                  |                  |                  |                  |                  |                  |
| 11               | o - Lakers de Los Angeles           | 33               | 49               | 82               | .402             | 31               |                  |
| 12               | o - Kings de Sacramento             | 30               | 52               | 82               | .366             | 34               |                  |
| 13               | o - Trail Blazers de Portland       | 27               | 55               | 82               | .329             | 37               |                  |
| 14               | o - Thunder d'Oklahoma City         | 24               | 58               | 82               | .293             | 40               |                  |
| 15               | o - Rockets de Houston              | 20               | 62               | 82               | .244             | 44               |                  |

| Division Nord-Ouest           | V  | D  | MJ | V/D  | GB | Dom   | Ext   | Div  |
| ----------------------------- | -- | -- | -- | ---- | -- | ----- | ----- | ---- |
| y - Jazz de l'Utah            | 49 | 33 | 82 | .598 | –  | 29–12 | 20–21 | 15–1 |
| x - Nuggets de Denver         | 48 | 34 | 82 | .585 | 1  | 23–18 | 25–16 | 6–10 |
| x - Timberwolves du Minnesota | 45 | 37 | 82 | .561 | 3  | 26–15 | 20–21 | 12–4 |
| o - Trail Blazers de Portland | 27 | 55 | 82 | .329 | 22 | 17–24 | 10–31 | 1–15 |
| o - Thunder d'Oklahoma City   | 24 | 58 | 82 | .293 | 24 | 12–29 | 12–29 | 6–10 |